# Forêts claires succulentes de Madagascar
Localisation

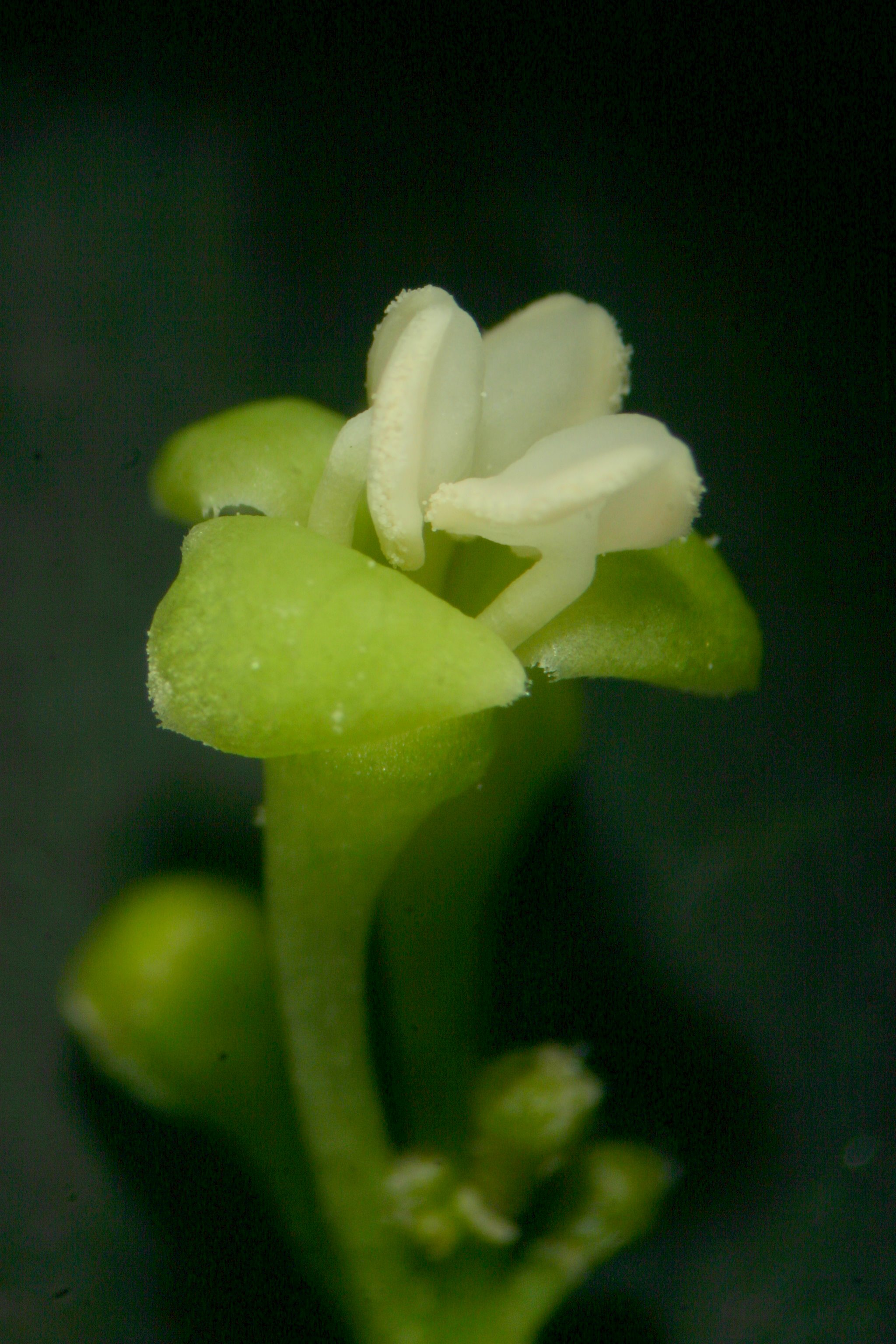
Fleur mâle de Grevea madagascariensis Bail, numéro de collection RMM 475, collectée près de Maintirano.

Les forêts claires succulentes de Madagascar désignent une écorégion terrestre de l'écozone afrotropicale appartenant au biome terrestre des déserts et brousses xériques et qui forme une zone de transition entre les fourrés épineux du Sud et les forêts sèches caducifoliées de l'Ouest de l'île de Madagascar. Cette zone présente un climat tropical sec avec une saison sèche bien différenciée entre mai et octobre.
La végétation est proche de celle des forêts sèches caducifoliées mais se caractérise par un nombre plus important d'espèces xérophiles. La canopée, qui peut atteindre 15 mètres de haut, se distingue par deux espèces endémiques de baobabs: Adansonia za et Adansonia grandidieri. Elle comprend également de nombreuses euphorbiacées et fabacées, dont plusieurs espèces endémiques de Pachypodium.
Cette écorégion de l'île représente un habitat important pour 8 espèces de lémuriens et de 60 à 90 espèces d'oiseaux.

## Faune endémique
L'écorégion compte un certain nombre d'espèces animales strictement endémiques, parmi lesquelles deux grenouilles, Heterixalus luteostriatus et Dyscophus insularis, six lézards, Oplurus cuvieri, Chalarodon madagascariensis, Phelsuma standingi, Furcifer tuzetae, Paroedura vahiny et Paroedura guibeae, deux oiseaux, le Bulbul d'Appert (Phyllastrephus apperti) et la Mésite variée (Mesitornis variegatus), et cinq mammifères, la Mangouste à dix raies (Mungotictis decemlineata decemlineata), le Rat sauteur géant (Hypogeomys antimena), le Microcèbe de Madame Berthe (Microcebus berthae), le Lémurien à fourche occidental (Phaner pallescens) et le Lépilémur à queue rousse (Lepilemur ruficaudatus).

## Flore endémique
Liste des espèces forestières endémiques de l'éco-région,,,,,,:

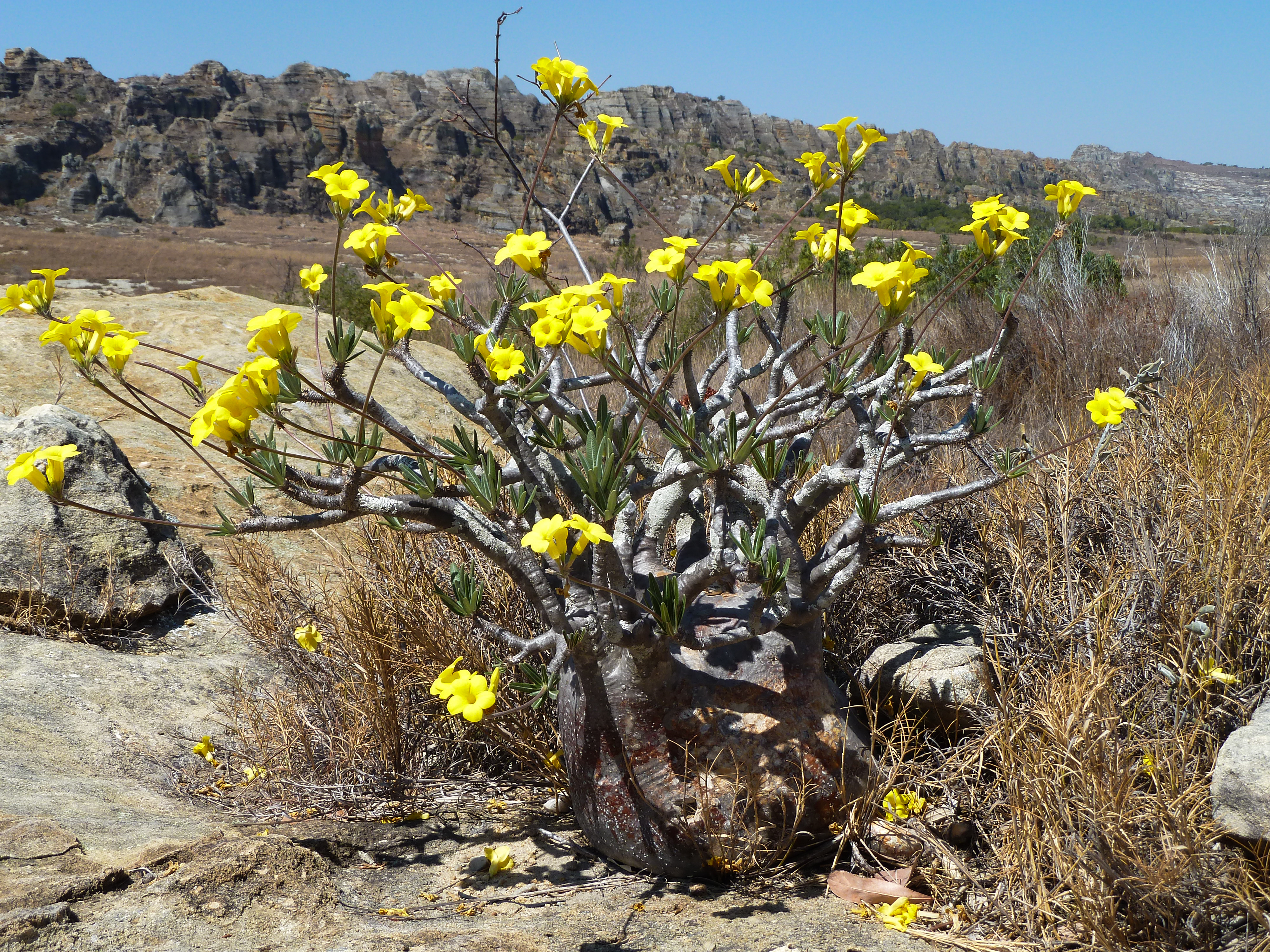
Pachypodium rosulatum, Isalo.

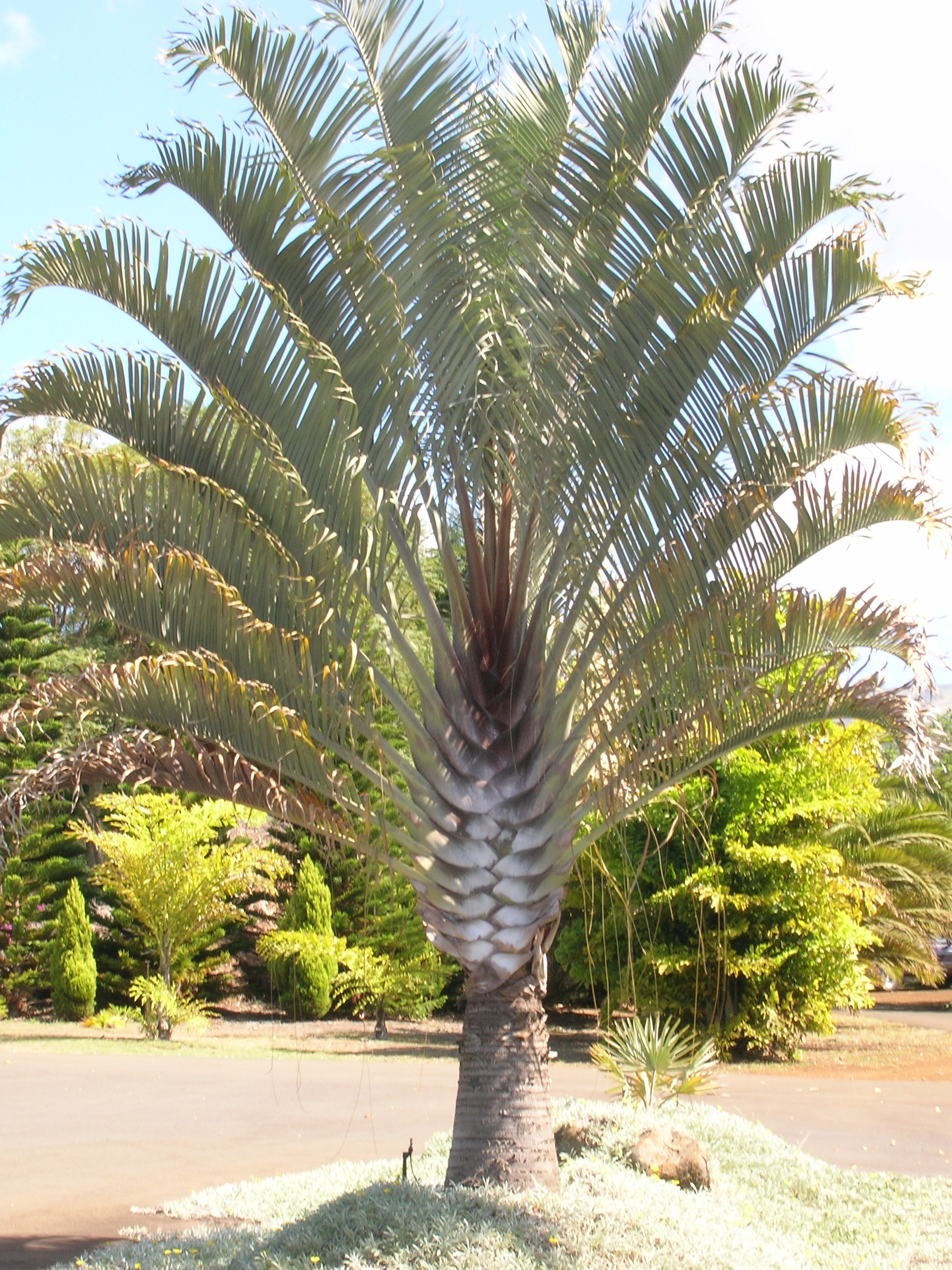
Dypsis decaryi communément appelé : palmier à trois faces de Madagascar.

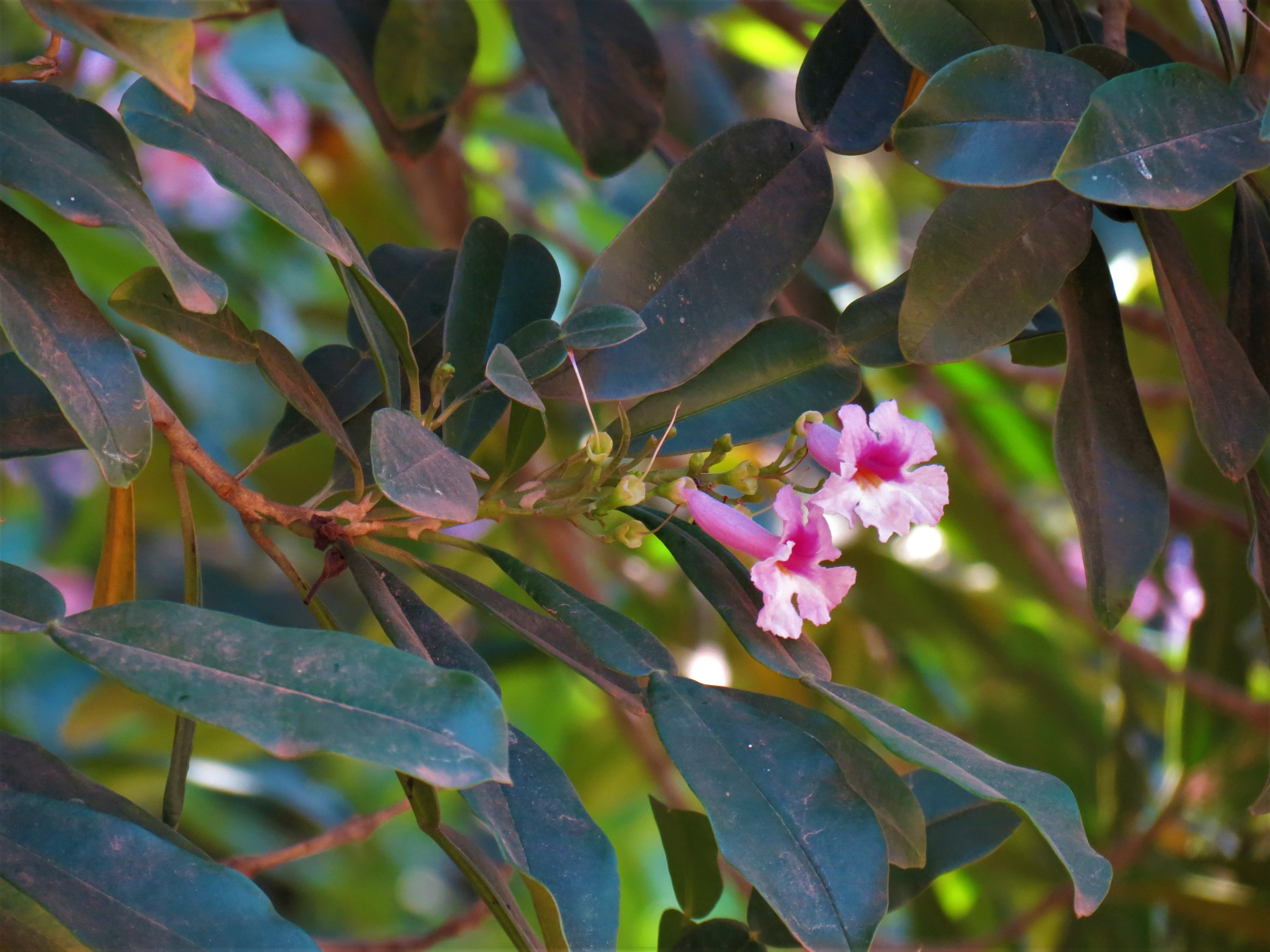
Inflorescence de Phyllarthron madagascariense.

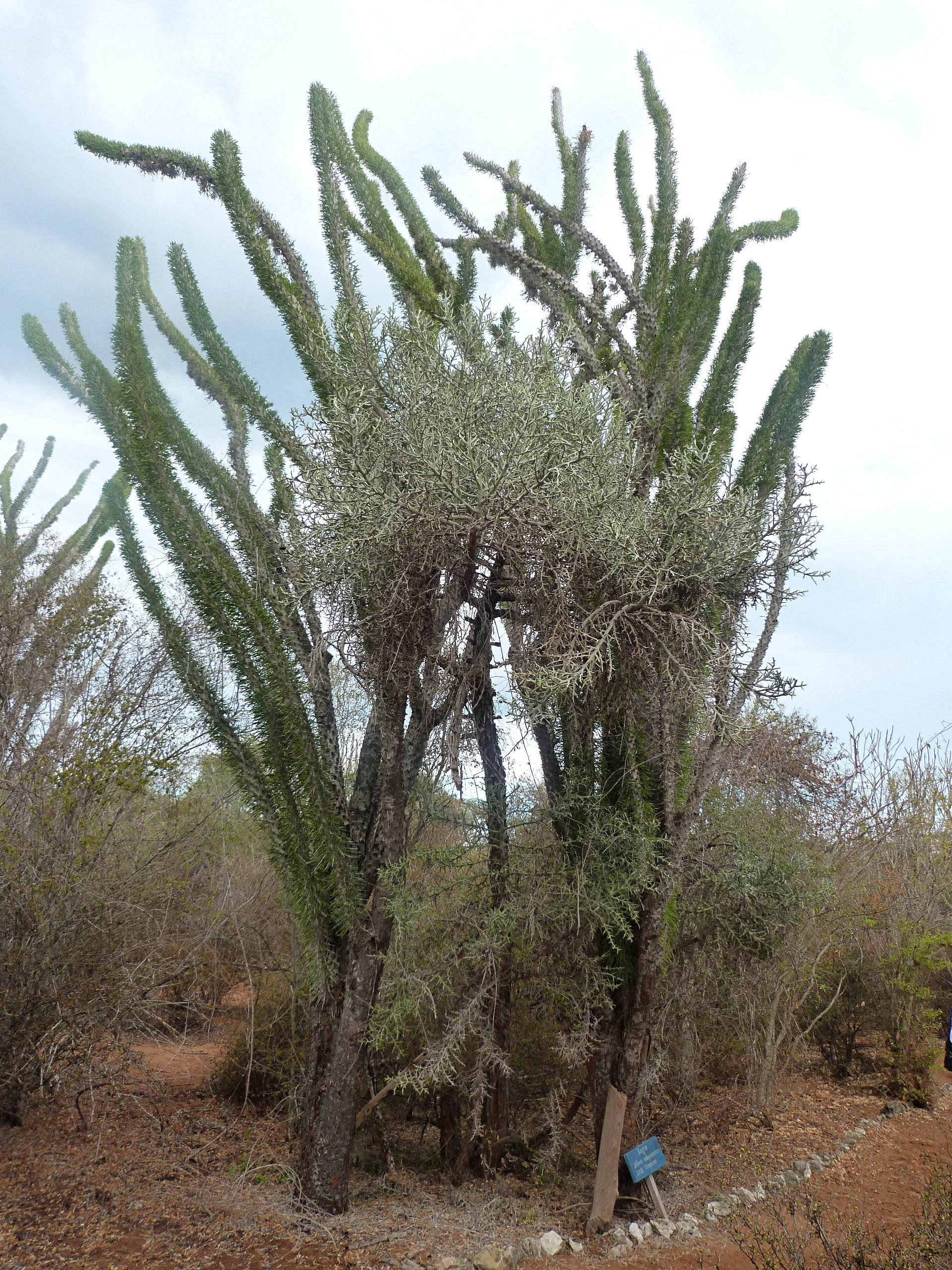
Deux arbres-pieuvre (Didierea madagascariensis) et, au milieu, une euphorbe arborescente (Euphorbia stenoclada), parc de Reniala.

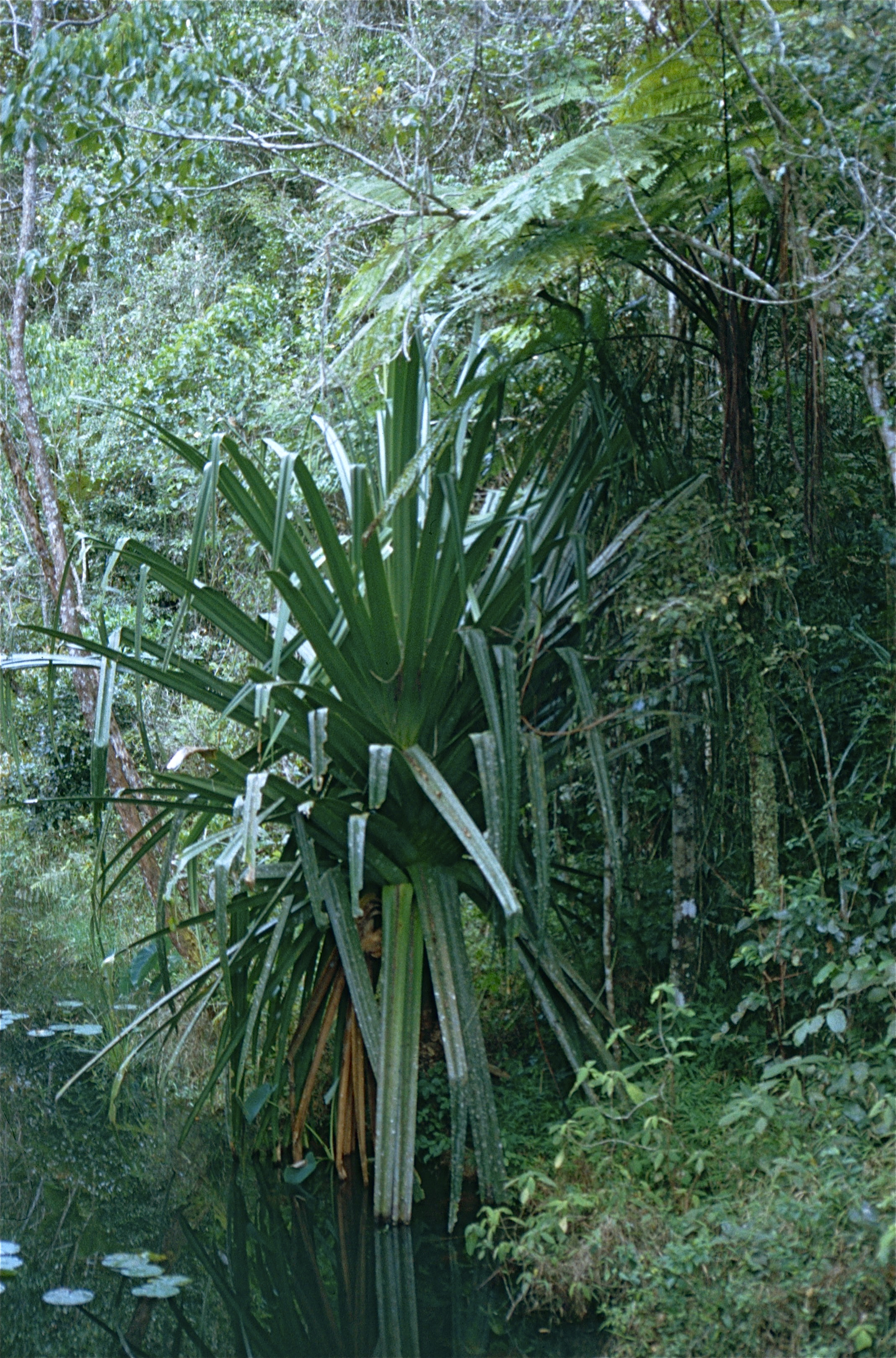
Pandanus sp. d'Analamazaotra.

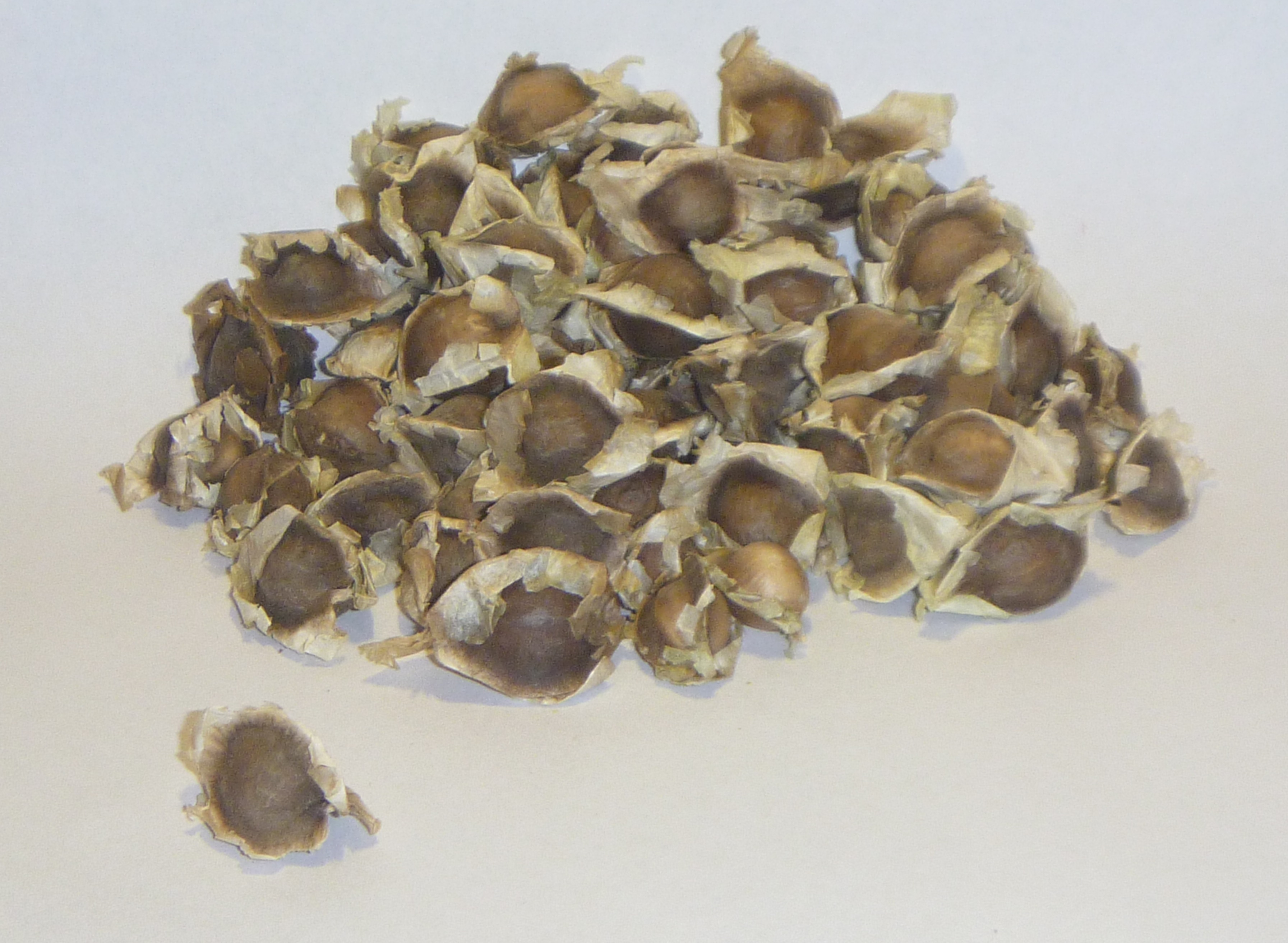
Graines de Moringa oleifera.

La forêt dense sèche de l’ouest se distingue des autres forêts existant à Madagascar par des formations à feuilles caduques. On remarque l'absence d’un certain nombre de taxons caractéristiques de la région orientale. Au niveau familial, on note par exemple, l'absence des Myristicaceae, Iridaceae, Phytolaccaceae, Ericaceae, Myricaceae, Apiaceae, Araliaceae, et la rareté des Ptéridophytes. On rencontre cependant des espèces caractéristiques des forêts denses humides comme Pandanus sp appartenant à la famille des Pandanaceae. 
La famille des Euphorbiaceae, Apocynaceae, Fabaceae, Malvaceae, Tiliaceae et Asclepiadaceae sont très abondantes.
1. Acanthaceae
  - Dyschoriste hispidula
  - Dyschoriste siphonantha
  - Oplonia vincoides
  - Ruellia ansericollis
2. Anacardiaceae
  - Poupartia silvatica
  - Protorhus grandidieri
3. Annonaceae
  - Artabotrys madagascariensis
4. Apocynaceae
  - Catharanthus ovalis
  - Landolphia myrtifolia
  - Mascarenhasia arborescens
  - Mascarenhasia lisianthiflora
  - Pachypodium bicolor
  - Pachypodium meridionale
  - Pachypodium rutenbergianum
  - Rauvolfia media
  - Stephanostegia hildebrandtii
  - Strophanthus boivinii
  - Tabernaemontana calcarea
  - Tabernaemontana coffeoides
5. Arecaceae
  - Dypsis madagascariensis
6. Asclepiadaceae
  - Cryptostegia grandiflora
  - Cryptostegia madagascariensis
  - Leptadenia madagascariensis
7. Asteraceae
  - Vernonia polygalaefolia
8. Begoniaceae
  - Begonia bagotiana
9. Bignoniaceae
  - Fernandoa madagascariensis

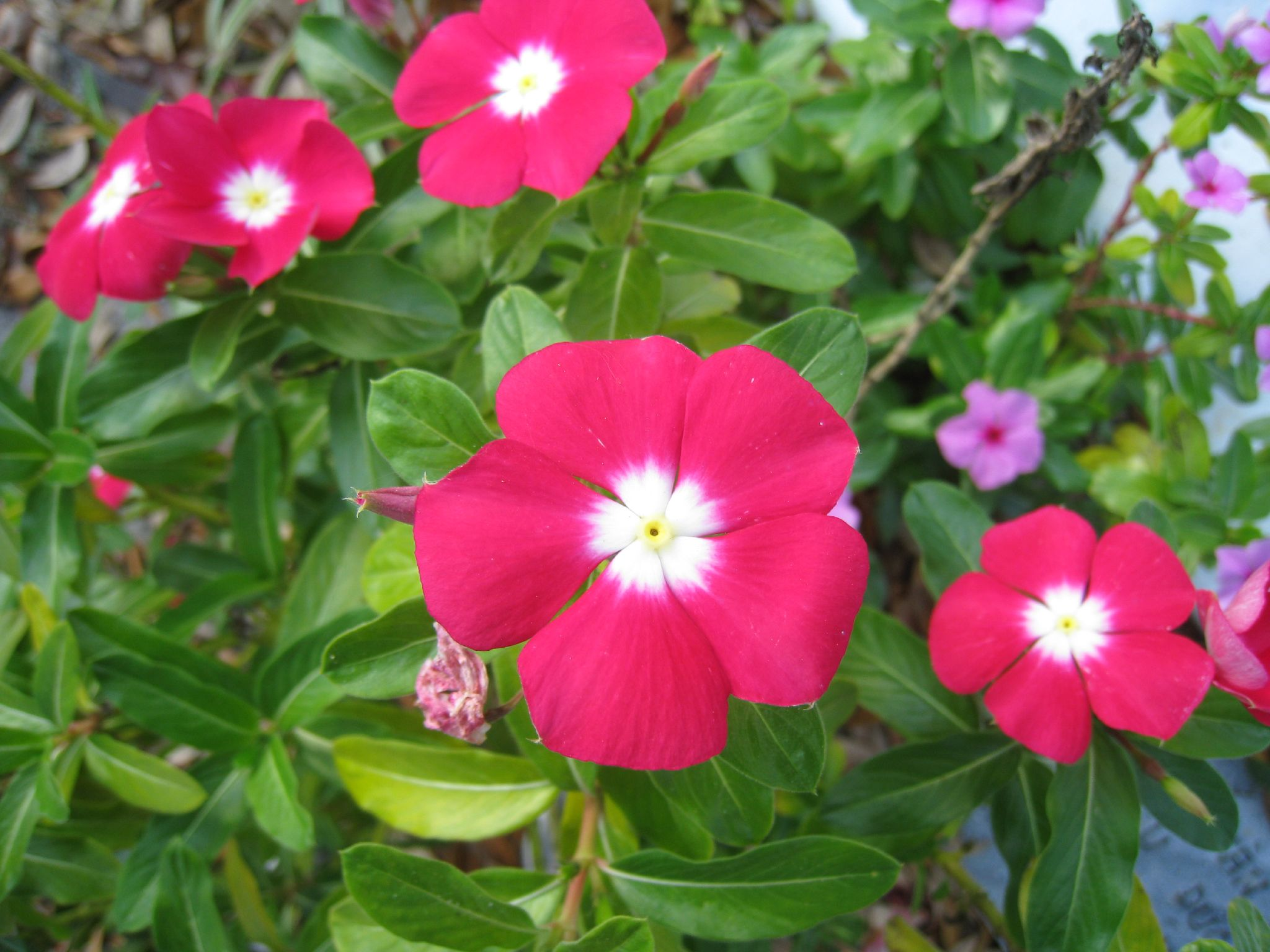
Catharanthus ovalis

  - Phyllarthron bonjeranum syn.P. madagascariensis
  - Phyllarthron subumbellatum
  - Phylloctenium bernieri
10. Boraginaceae
  - Cordia lowryana
  - Cordia mairei
  - Hilsenbergia apetala
  - Hilsenbergia capuronii
  - Hilsenbergia lowryana
  - Hilsenbergia randrianasoloana
11. Buxaceae
  - Buxus moratii
12. Capparaceae
  - Crateva greveana
  - Maerua filiformis
  - Physena sessiliflora
13. Celastraceae
  - Euonymus pleurostylioides
14. Clusiaceae
  - Psorospermum androsaemifolium
15. Combretaceae
  - Calopyxis brevistyla
  - Combretum violaceum
  - Terminalia boivinii
  - Terminalia calcicola
  - Terminalia seyrigii
  - Terminalia tetrandra
  - Terminalia tropophylla
16. Convolvulaceae
  - Ipomoea mojangensis
  - Metaporana sericosepala
  - Rapona tiliifolia
17. Didiereaceae
  - Alluaudia procera
  - Didierea madagascariensis
18. Ebenaceae
  - Diospyros cupulifera
  - Diospyros greveana
  - Maba gneissicola
19. Erythroxylaceae
  - Erythroxylum boinense
20. Euphorbiaceae
  - Alchornea humbertii
  - Antidesma madagascariense
  - Antidesma petiolare
  - Bridelia pervilleana
  - Cephalocroton leucocephalus
  - Dalechampia subternata
  - Euphorbia antso
  - Givotia madagascariensis
  - Grossera perrieri
  - Pantadenia chauvetiae
  - Phyllanthus ankarana
  - Plukenetia madagascariensis
  - Securinega antsingyensis
  - Securinega perrieri
  - Securinega seyrigii
21. Fabaceae
  - Acacia polhillii
  - Albizia arenicola
  - Albizia aurisparsa
  - Albizia bernieri
  - Albizia greveana
  - Albizia perrieri
  - Baphia capparidifolia
  - Baudouinia fluggeiformis
  - Bauhinia grevei
  - Bauhinia madagascariensis brevidentata
  - Bauhinia morondavensis
  - Cassia leandrii
  - Chadsia flammea parviflora
  - Colvillea racemosa
  - Cordyla madagascariensis
  - Dalbergia greveana
  - Dalbergia purpurascens
  - Delonix adansonioides
  - Delonix boiviniana
  - Delonix floribunda
  - Dialium madagascariense occidentale
  - Disynstemon	paullinioides
  - Mimosa bernieri
  - Mimosa delicatula
  - Pyranthus alasoa
  - Tetrapterocarpon geayi
22. Flacourtiaceae
  - Homalium albiflorum
23. Grossulariaceae
  - Grevea madagascariensis
24. Lecythidaceae
  - Foetidia asymetrica
  - Foetidia obliqua
  - Foetidia retusa
25. Loganiaceae
  - Strychnos bifurcata
26. Lythraceae
  - Capuronia madagascariensis
27. Malpighiaceae
  - Acridocarpus excelsus
  - Tristellateia greveana androyensis
28. Malvaceae
  - Adansonia grandidieri
  - Adansonia rubrostipa
  - Adansonia za
  - Hibiscus macrogonus
  - Hibiscus palmatifidus
  - Hibiscus thespesianus
  - Perrierophytum viscosum
29. Melastomataceae
  - Dichaetanthera crassinodis
  - Memecylon perrieri
30. Meliaceae
  - Astrotrichilia asterotricha
  - Astrotrichilia valiandra
  - Cedrelopsis gracilis
  - Cedrelopsis grevei
  - Cedrelopsis microfoliolata
  - Malleastrum gracile
  - Neobeguea mahafaliensis
31. Moraceae
  - Ficus assimilis
32. Moringaceae
  - Moringa hildebrandtii
33. Ochnaceae
  - Diporidium baronii
  - Diporidium greveanum
34. Pandanaceae
  - Pandanus ambongensis
  - Pandanus mangokensis
  - Pandanus stellatus
35. Pedaliaceae
  - Uncarina abbreviata
  - Uncarina grandidieri
  - Uncarina leandrii
  - Uncarina leptocarpa
  - Uncarina peltata
36. Rhamnaceae
  - Gouania glandulosa
  - Gouania mauritiana aphrodes
37. Rubiaceae
  - Breonia perrieri
  - Hymenodictyon decaryi
  - Paederia farinosa
  - Psychotria ambohimitombensis
  - Rytigynia madagascariensis
  - Tarenna grevei
38. Rutaceae
  - Chloroxylon falcatum
  - Zanthoxylum decaryi
  - Zanthoxylum tsihanimposa
39. Salvadoraceae
  - Salvadora angustifolia
40. Sapindaceae
  - Beguea apetala
  - Macphersonia gracilis hildebrandtii
  - Majidea zanguebarica madagascariensis
  - Tina isaloensis
41. Sapotaceae
  - Capurodendron greveanum
  - Capurodendron perrieri
  - Capurodendron rubrocostatum
  - Sideroxylon saxorum
42. Sarcolaenaceae
  - Xyloolaena perrieri
43. Simaroubaceae
  - Perriera madagascariensis
44. Solanaceae
  - Solanum erythracanthum
45. Sphaerosepalaceae
  - Rhopalocarpus lucidus
46. Sterculiaceae
  - Byttneria biloba
  - Byttneria biloba grandidieri
  - Byttneria oligantha
  - Dombeya ambalabeensis
  - Dombeya ambongensis
  - Dombeya greveana
47. Thymelaeaceae
  - Lasiosiphon decaryi
  - Lasiosiphon decaryi linearis
  - Lasiosiphon multifolius
48. Tiliaceae
  - Grewiaambongoensis
  - Grewia calvata
49. Turneraceae
  - Erblichia integrifolia
50. Ulmaceae
  - Trema humbertii
51. Verbenaceae
  - Clerodendrum pyrifolium
  - Vitex beraviensis
52. Violaceae
  - Rinorea angustifolia
53. Vitaceae
  - Ampelocissus elephantina
  - Cayratia triternata
  - Cissus rhodotricha